# Королёвка (Хмельницкая область)
Королёвка (укр. Королівка) — село в Хмельницком районе Хмельницкой области Украины.
Население по переписи 2001 года составляло 206 человек. Почтовый индекс — 32140. Телефонный код — 3853. Занимает площадь 0,201 км². Код КОАТУУ — 6825883604.

## Местная власть
31362, Хмельницкая обл., Хмельницкий р-н, с. Россоша